# Bupalus piniaria
Bupalus piniaria é uma espécie de insetos lepidópteros, mais especificamente de traças, pertencente à família Geometridae.
A autoridade científica da espécie é Linnaeus, tendo sido descrita no ano de 1758.

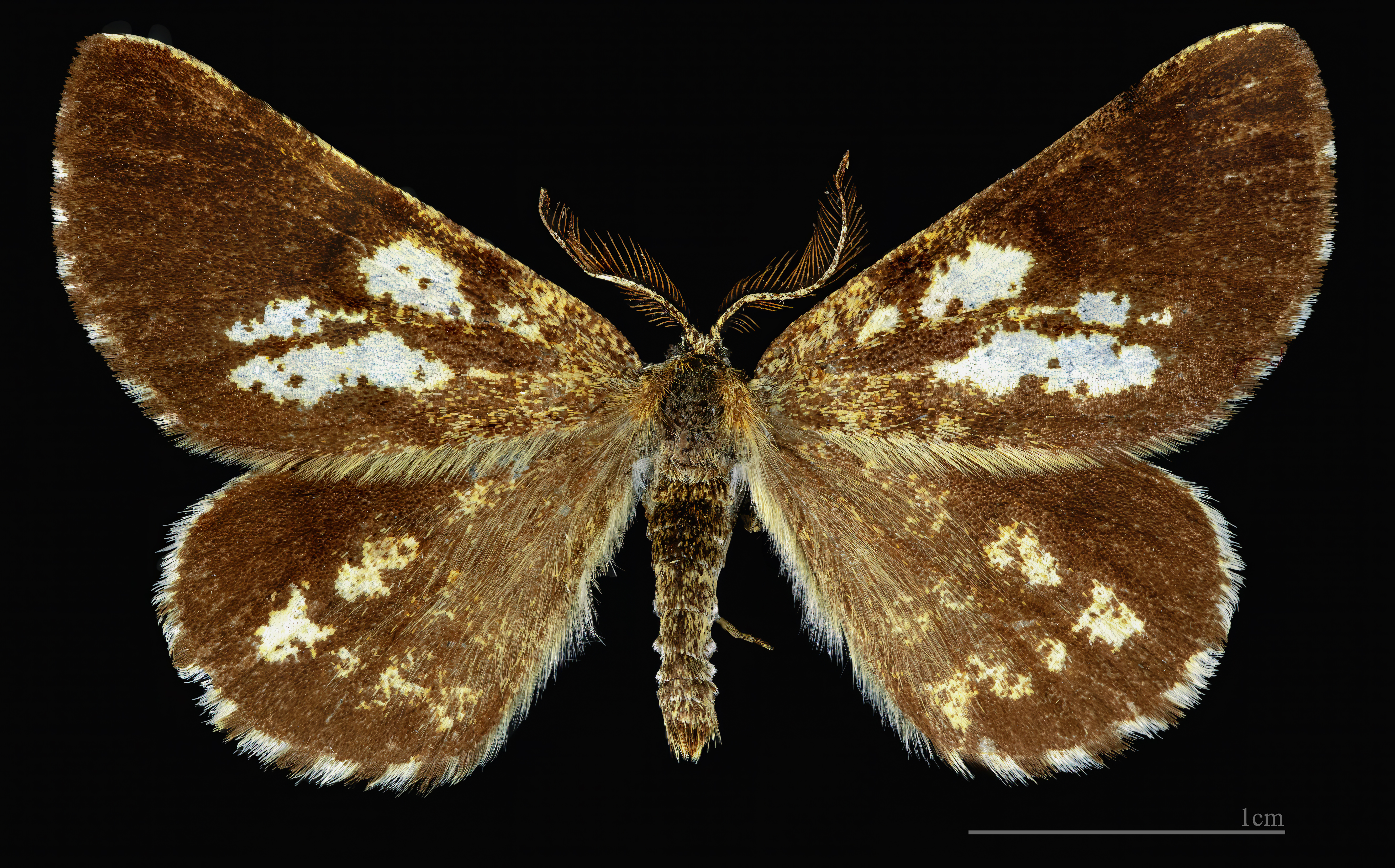
Bupalus piniaria ♂
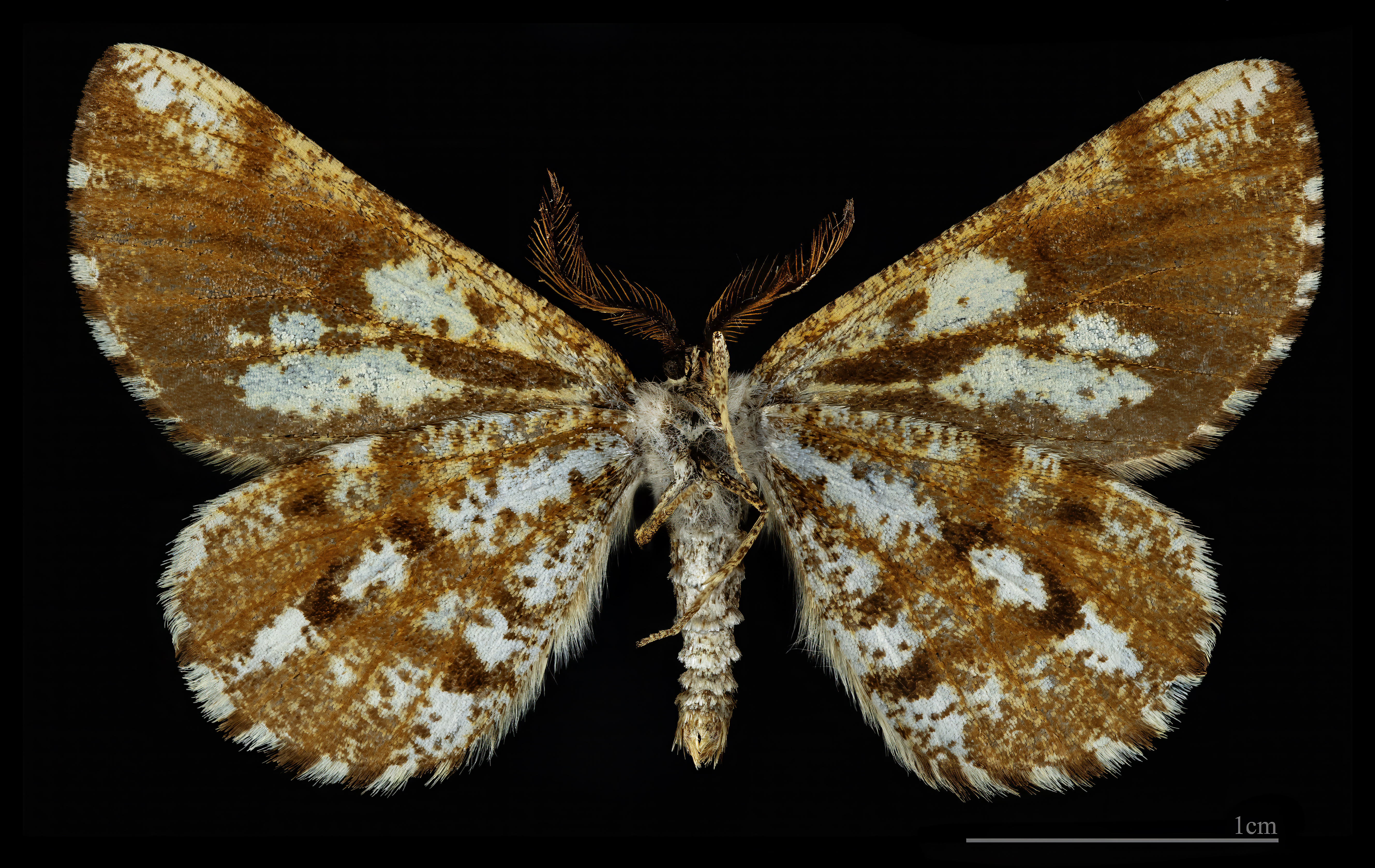
♂ △
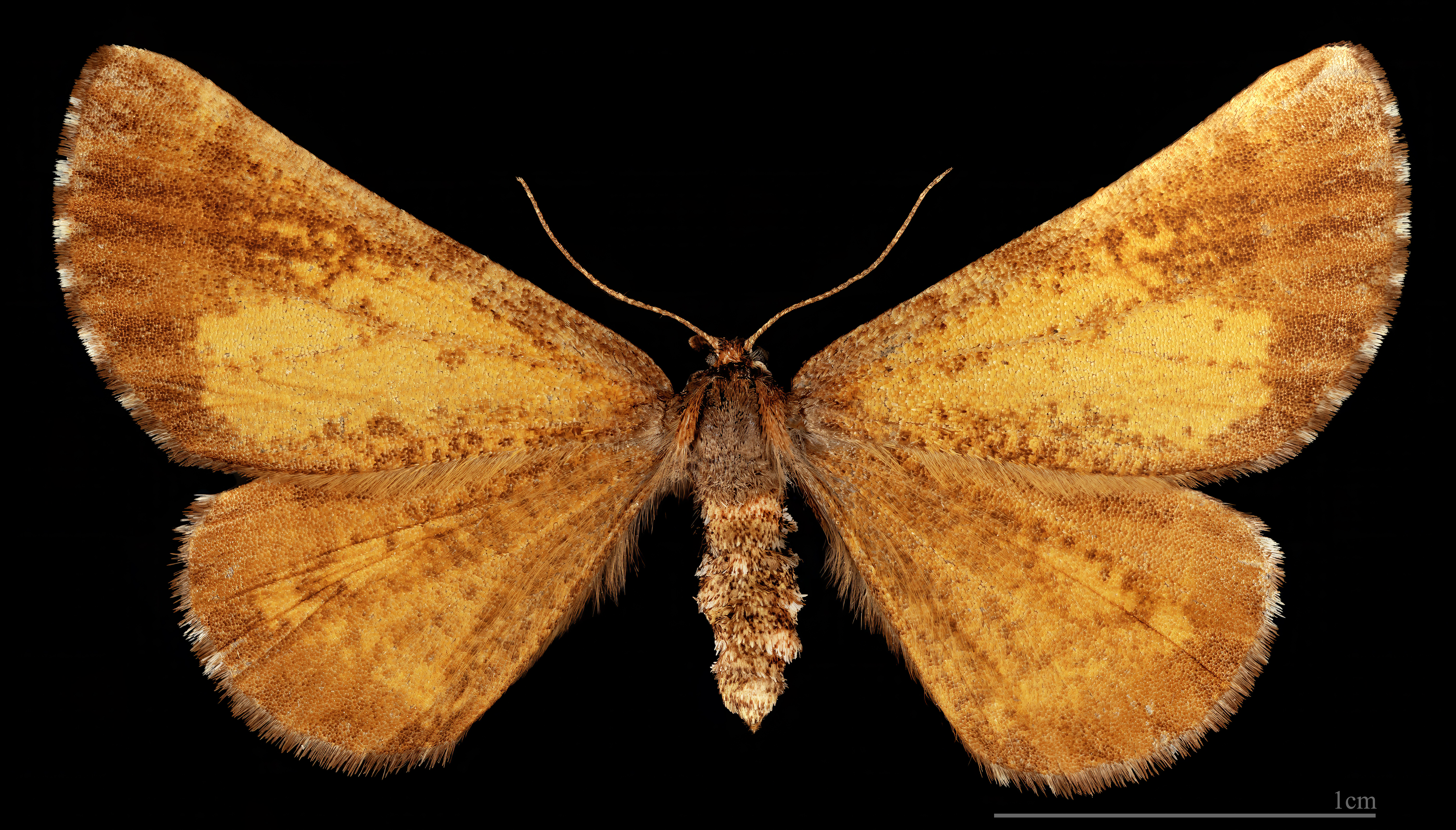
Bupalus piniaria♀
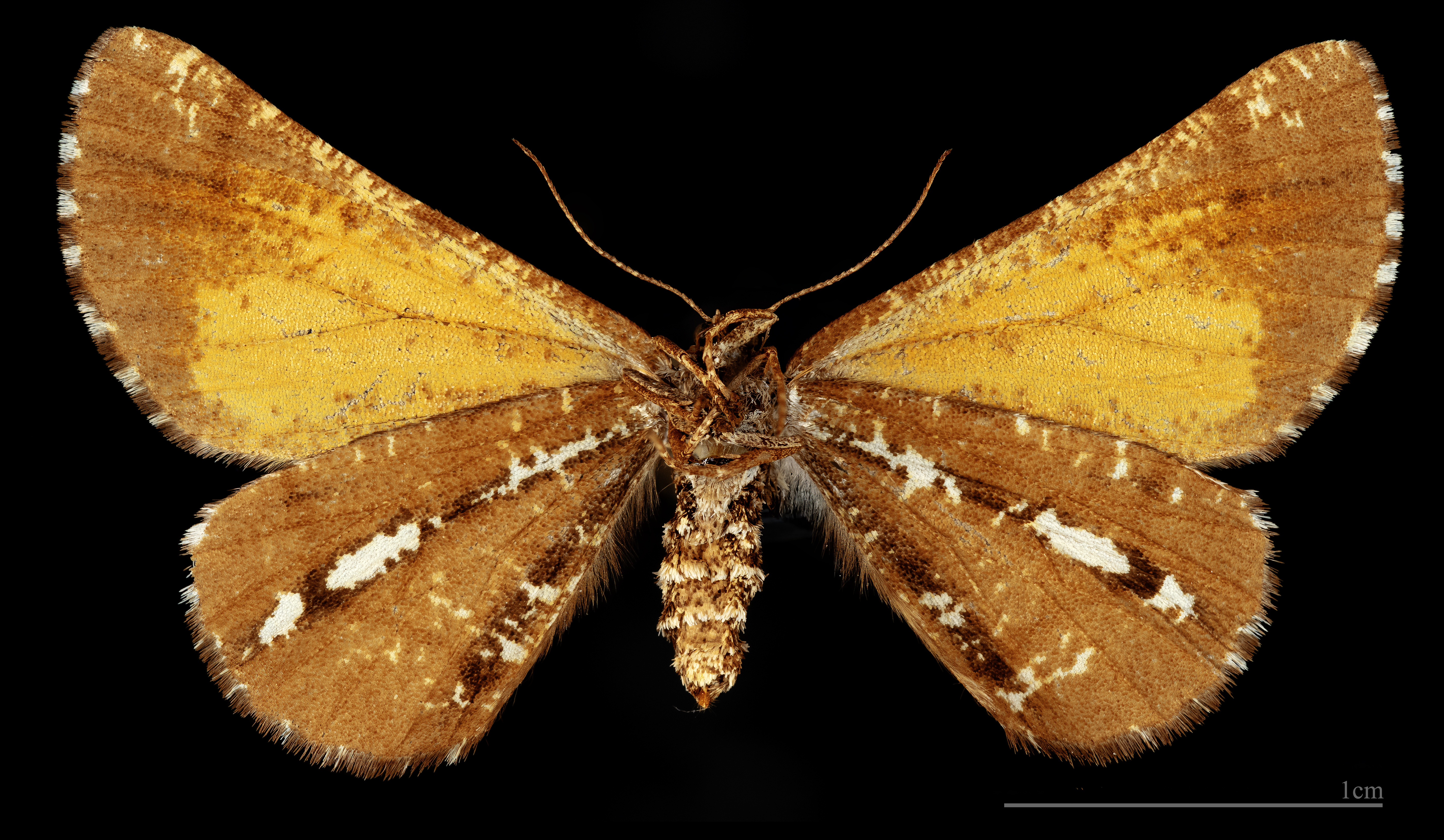
♀ △

Trata-se de uma espécie presente no território português.